# 小見川站
小見川站（日语：／ Omigawa eki */?）是位於千葉縣香取市小見川1316號，東日本旅客鐵道（JR東日本）的成田線車站。

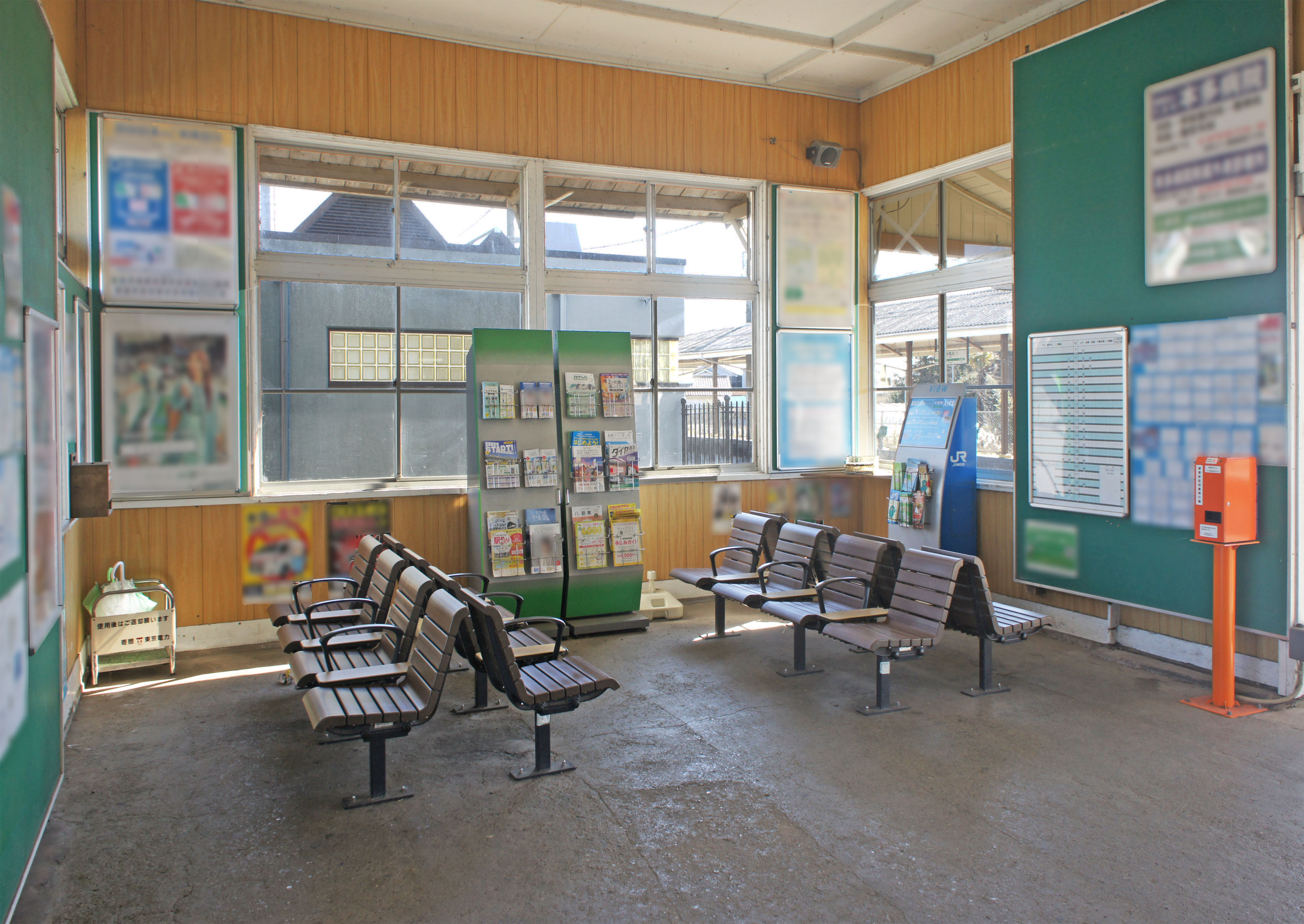
車站內部(2022年2月)

## 歷史
- 1931年（昭和6年）11月10日：國有鐵道佐原站至笹川站之間開通，此站啟用[2]。為旅客和貨物車站。
- 1974年（昭和49年）2月1日：結束貨物起卸業務。
- 1987年（昭和62年）4月1日：伴隨國鐵分割民營化，車站由東日本旅客鐵道（JR東日本）營運[2]。
- 1997年（平成9年）3月24日：車站公廁翻新，與站外的公廁合併成為一座公廁[3]。
- 2003年 (平成15年）：管理站長廢止[4]。
- 2009年（平成21年）3月14日：此站開始可以使用IC卡「Suica」[5]。成為東京近郊區間範圍內[5]。
- 2014年（平成26年）12月20日：成為業務委託車站[6]。

## 車站構造

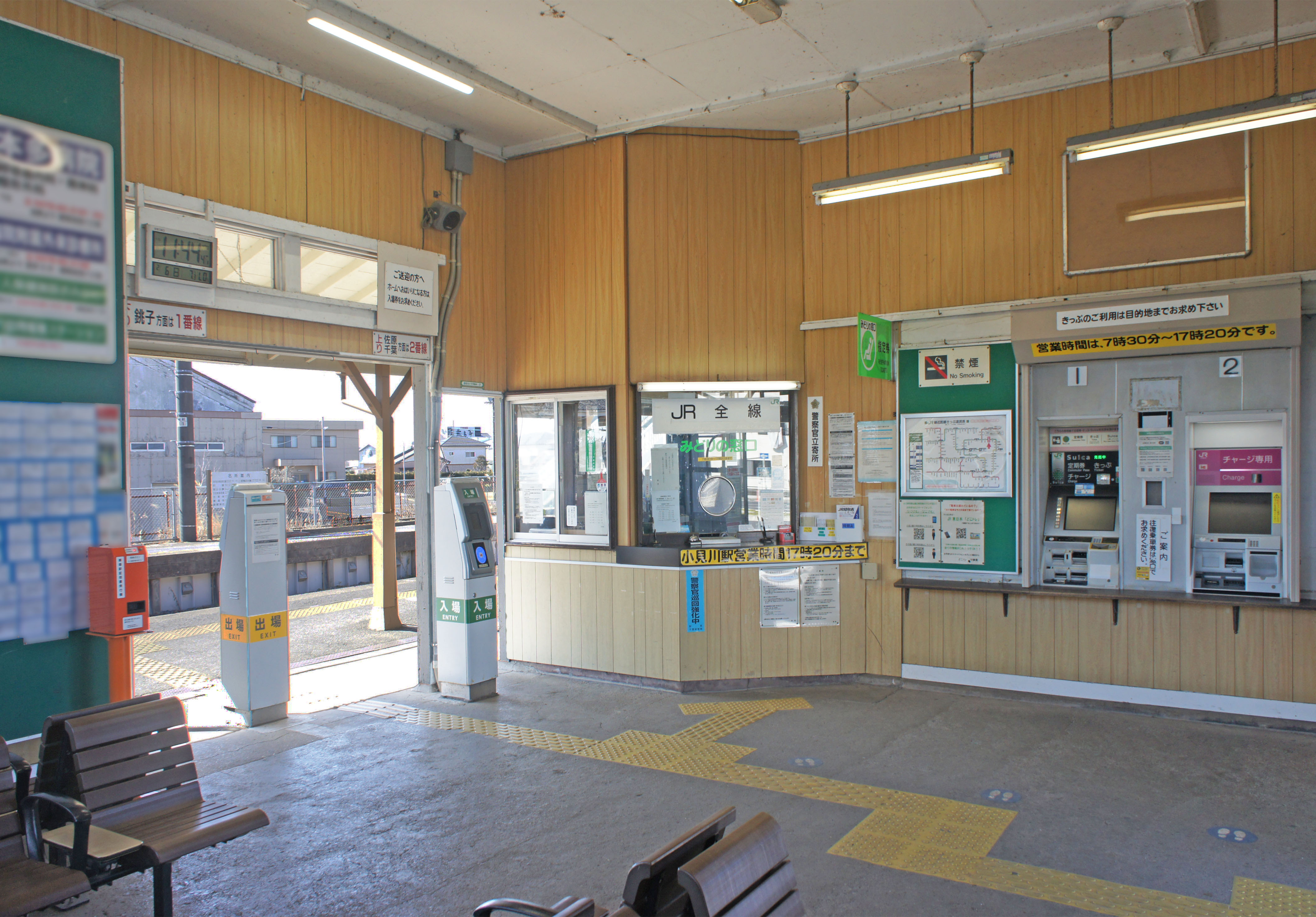
驗票口(2022年2月)

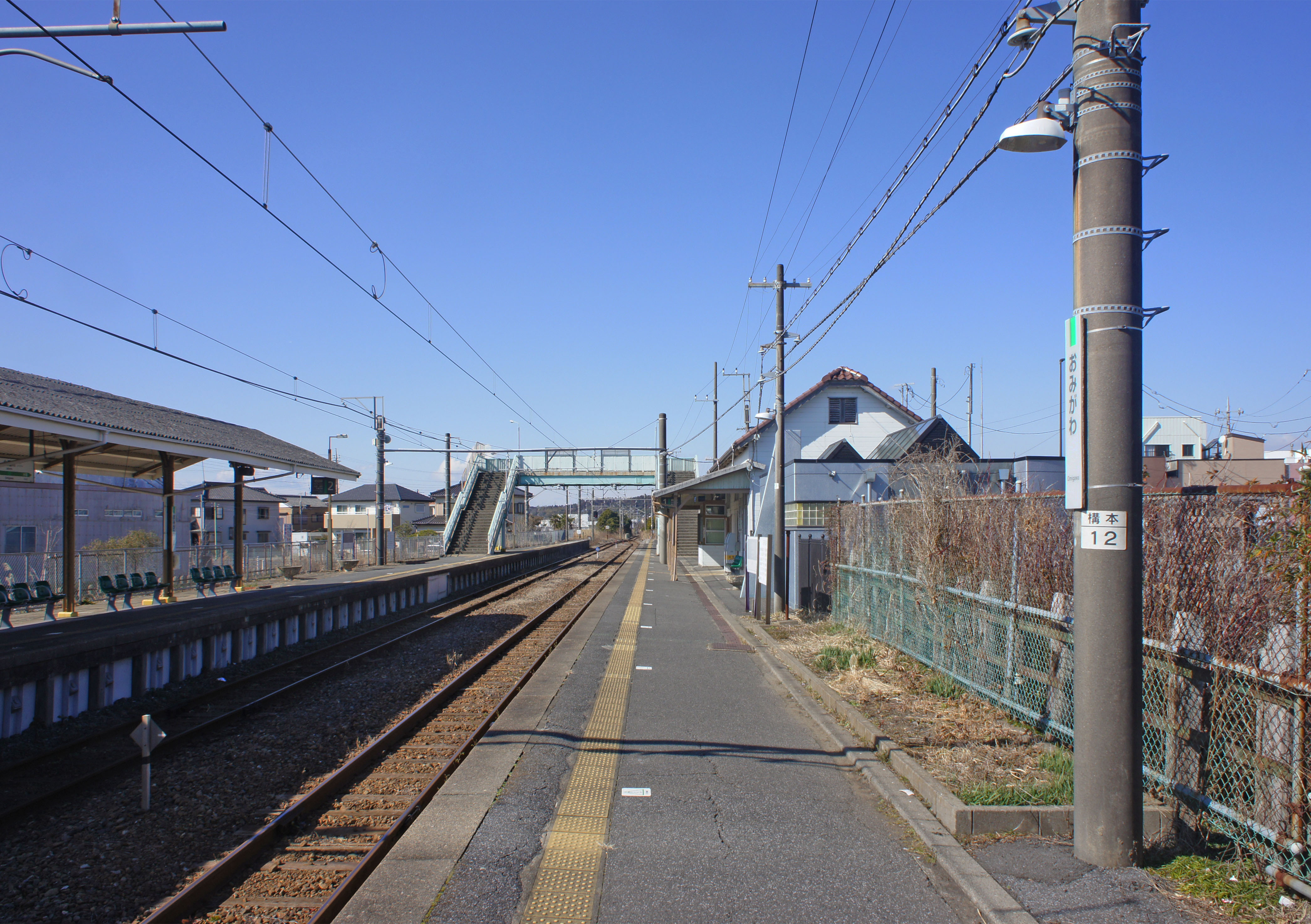
月台(2022年2月)

本站是地面車站，設有2面2線的相對式月台。月台沒有提高高度。兩月台之間設有跨線橋連接。此站是由佐原站管理的業務委託車站，委托了JR東日本車站服務負責車站業務。此站設有綠色窗口、多功能售票機、自動售票機、簡易Suica閘機。

### 月台
| 月台 | 路線    | 上下行 | 方向                 |
| ---- | ------- | ------ | -------------------- |
| 1    | ■成田線 | 下行   | 銚子方向             |
| 2    | ■成田線 | 上行   | 佐原、成田、千葉方向 |

參考

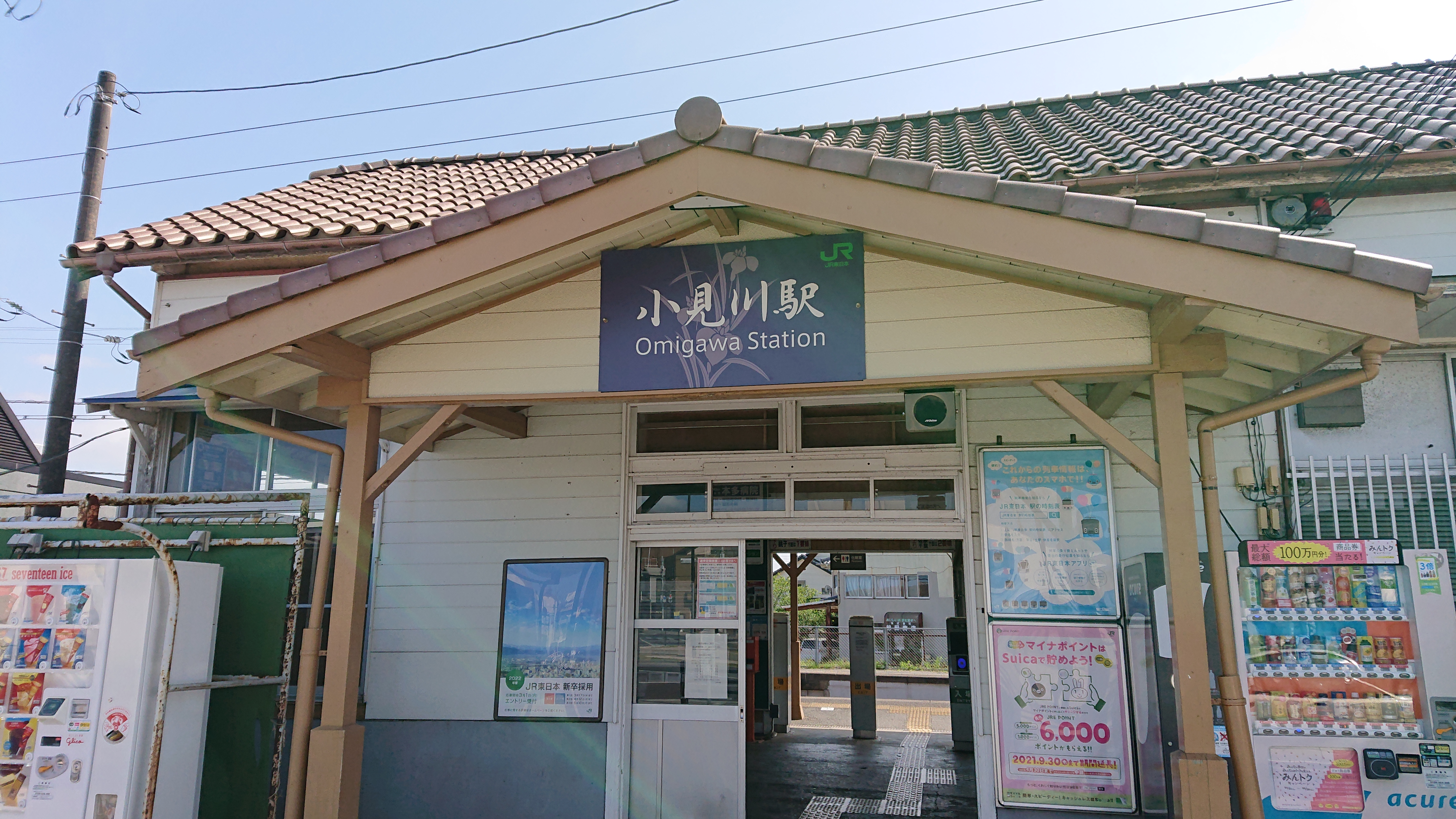
站房上的站名牌（2021年4月）
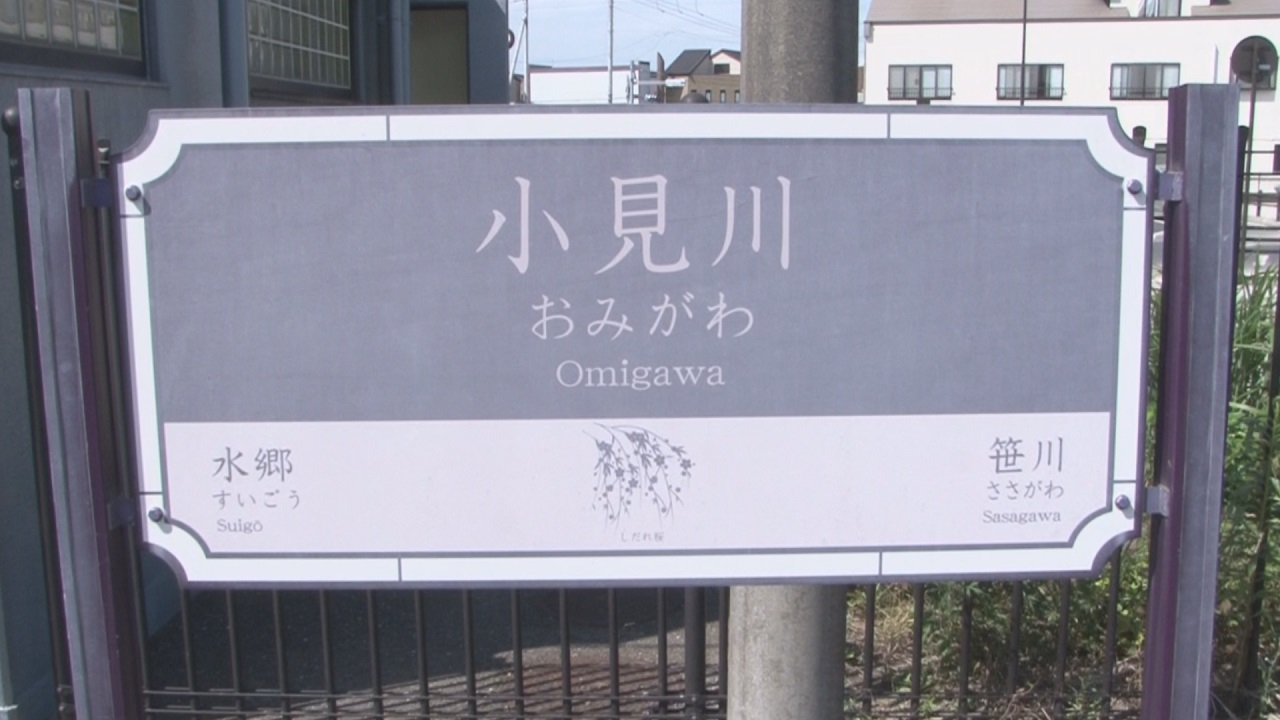
站名牌（2020年6月）

## 使用狀況
在2019年（令和元年）度1日平均乘車人次為1,185人，以下為乘車人次變化列表：
| 乘車人次變化       | 乘車人次變化     | 乘車人次變化 |
| 年度               | 1日平均 乘車人次 | 參考資料     |
| ------------------ | ---------------- | ------------ |
| 1990年（平成02年） | 2,116            | [ * 1 ]      |
| 1991年（平成03年） | 2,120            | [ * 2 ]      |
| 1992年（平成04年） | 2,105            | [ * 3 ]      |
| 1993年（平成05年） | 2,019            | [ * 4 ]      |
| 1994年（平成06年） | 1,950            | [ * 5 ]      |
| 1995年（平成07年） | 1,861            | [ * 6 ]      |
| 1996年（平成08年） | 1,820            | [ * 7 ]      |
| 1997年（平成09年） | 1,758            | [ * 8 ]      |
| 1998年（平成10年） | 1,736            | [ * 9 ]      |
| 1999年（平成11年） | 1,732            | [ * 10 ]     |
| 2000年（平成12年） | 1,726            | [ * 11 ]     |
| 2001年（平成13年） | 1,628            | [ * 12 ]     |
| 2002年（平成14年） | 1,645            | [ * 13 ]     |
| 2003年（平成15年） | 1,611            | [ * 14 ]     |
| 2004年（平成16年） | 1,579            | [ * 15 ]     |
| 2005年（平成17年） | 1,484            | [ * 16 ]     |
| 2006年（平成18年） | 1,489            | [ * 17 ]     |
| 2007年（平成19年） | 1,415            | [ * 18 ]     |
| 2008年（平成20年） | 1,372            | [ * 19 ]     |
| 2009年（平成21年） | 1,284            | [ * 20 ]     |
| 2010年（平成22年） | 1,281            | [ * 21 ]     |
| 2011年（平成23年） | 1,281            | [ * 22 ]     |
| 2012年（平成24年） | 1,286            | [ * 23 ]     |
| 2013年（平成25年） | 1,270            | [ * 24 ]     |
| 2014年（平成26年） | 1,239            | [ * 25 ]     |
| 2015年（平成27年） | 1,286            | [ * 26 ]     |
| 2016年（平成28年） | 1,294            | [ * 27 ]     |
| 2017年（平成29年） | 1,279            | [ * 28 ]     |
| 2018年（平成30年） | 1,225            | [ * 29 ]     |
| 2019年（令和元年） | 1,185            |              |

## 車站周邊

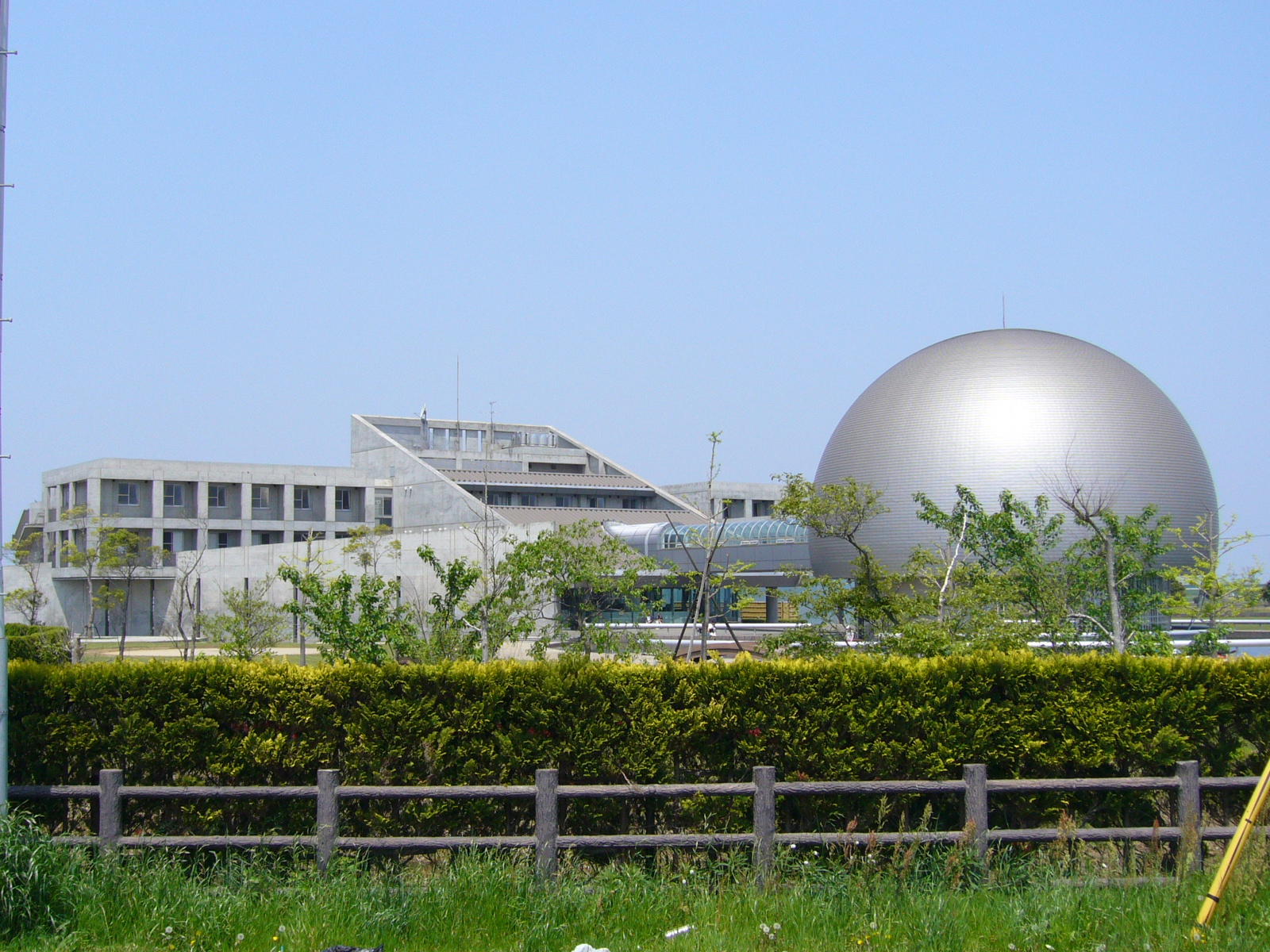
水鄉小見川少年自然之家

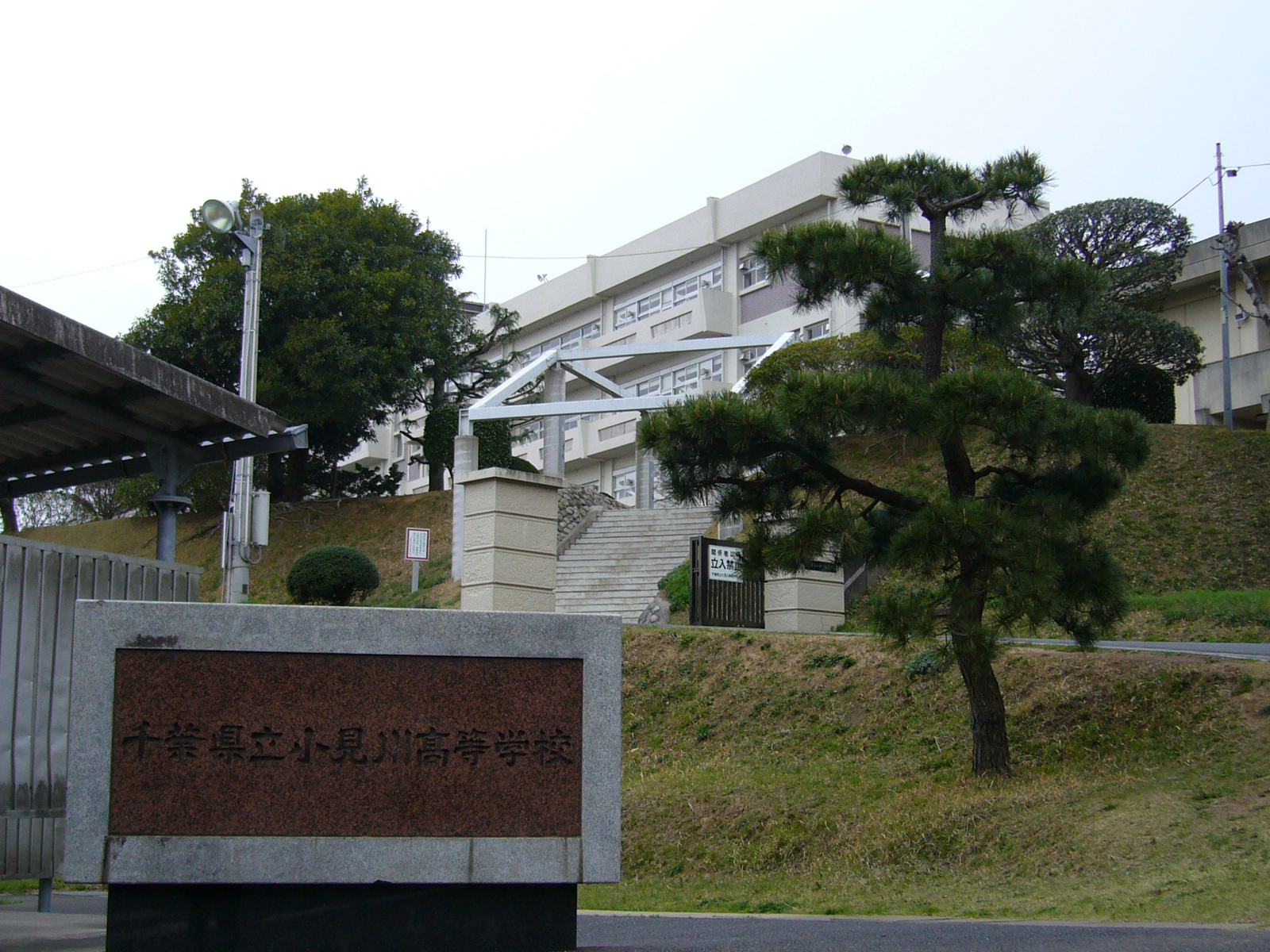
千葉縣立小見川高等學校

- 國道356號（日语：国道356号）（利根水鄉線（日语：利根水郷ライン））
- 千葉縣道28號旭小見川線（日语：千葉県道28号旭小見川線）
- 千葉縣道259號小見川停車場線（日语：千葉県道259号小見川停車場線）
- 利根川 - 水鄉小見川煙花大會會場
- 千葉縣立水鄉小見川少年自然之家（日语：水郷小見川少年自然の家）
- 千葉縣立小見川高等學校（日语：千葉県立小見川高等学校）
- 香取市立小見川中央小學
- 香取市政廳小見川區事務所（舊·小見川町（日语：小見川町）公所）
- 小見川文化會館
- 小見川幹部派出所
- 小見川郵局（日语：小見川郵便局）
- 小見川八軒町簡易郵局
- 小見川汽車訓練學校
- 小見川B&G海洋中心
- 香取市立小見川圖書館
- 小見川城蹟（城山公園）觀景台
- 善光寺（第一代松本幸四郎（日语：松本幸四郎 (初代)）之墓 縣指定史蹟）
- 夢紫美術館（展出了骨螺紫染色的工藝品的美術館）
- 佐藤尚中誕生地（順天堂醫院創立者）
- 24丸昇（自動餐廳（日语：オートレストラン））

## 巴士路線
最近此站的巴士站是位於站前通的小見川站巴士站。設有以下巴士路線駛入，均由千葉交通運行。
另外，茨城縣神栖市進行社會實驗，在2018年11月1日至2021年3月31日（預定）設有神栖市社區巴士（由關東鉄道運行）於早上和黃昏駛入此站前。
| 乘車處   | 主要途經                                                | 系統                     | 目的地             | 巴士公司       |
| -------- | ------------------------------------------------------- | ------------------------ | ------------------ | -------------- |
| 小見川站 | 府馬農協、干潟分所入口、旭站、旭農高                    | 府馬線                   | 旭中央醫院         | 千葉交通       |
| 小見川站 | 綜合醫院、神里農協、香取神宮前、縣立醫院、佐原站        | 神里線                   | 佐原粉名口車廠     | 千葉交通       |
| 小見川站 | 北小學、水鄉站、大倉、香取站、佐原站                    | 大倉線                   | 佐原粉名口車廠     | 千葉交通       |
| 小見川站 | 小見川分所                                              | 大倉線                   | 綜合醫院           | 千葉交通       |
| 小見川站 | 上小堀→下小野中央公會堂                                 | 西路線                   | 小見川站           | 小見川循環巴士 |
| 小見川站 | 城山公園                                                | 城山路線                 | 小見川站           | 小見川循環巴士 |
| 小見川站 | 綜合醫院、九十九塚、山倉小前                            | 山倉線                   | 山田分所           | 山田循環巴士   |
| 小見川站 | 綜合醫院→山田分所→山倉小前→山田分所→田部火之見→綜合醫院 | 山倉·府馬循環線          | 小見川站           | 山田循環巴士   |
| 小見川站 | 綜合醫院→田部火之見→山田分所→山倉小前→山田分所→綜合醫院 | 府馬·山倉循環線          | 小見川站           | 山田循環巴士   |
| 小見川站 | 綜合醫院→山田分所→九十九塚→綜合醫院                     | 神生循環線               | 小見川站           | 山田循環巴士   |
| 小見川站 | 綜合醫院→九十九塚→山田分所→山倉小前→九十九塚→綜合醫院   | 山倉循環線               | 小見川站           | 山田循環巴士   |
| 小見川站 | 酒酒井高級OUTLET（※）                                   | 高速巴士「銚子～東京線」 | 東京站八重洲出口前 | 千葉交通       |
| 小見川站 | 鹿島中央酒店                                            | 系統1                    | 平泉關下           | 神栖市社區巴士 |
| 小見川站 | 鹿島中央酒店、平泉關下                                  | 系統3                    | 鹿島神宮站         | 神栖市社區巴士 |

（※）部分班次停靠，可上下車

## 相鄰車站
東日本旅客鐵道（JR東日本）
■成田線
水鄉－小見川－笹川

## 注腳

### 使用狀況
1. ↑  千葉縣統計年鑑 （页面存档备份，存于）（日語） - 千葉縣
2. ↑  香取市統計書 （页面存档备份，存于） - 香取市

JR東日本2000年度以後的乘車人次
1. ↑  各駅の乗車人員（2000年度） （页面存档备份，存于）（日語） - JR東日本
2. ↑  各駅の乗車人員（2001年度） （页面存档备份，存于）（日語） - JR東日本
3. ↑  各駅の乗車人員（2002年度） （页面存档备份，存于）（日語） - JR東日本
4. ↑  各駅の乗車人員（2003年度） （页面存档备份，存于）（日語） - JR東日本
5. ↑  各駅の乗車人員（2004年度） （页面存档备份，存于）（日語） - JR東日本
6. ↑  各駅の乗車人員（2005年度） （页面存档备份，存于）（日語） - JR東日本
7. ↑  各駅の乗車人員（2006年度） （页面存档备份，存于）（日語） - JR東日本
8. ↑  各駅の乗車人員（2007年度） （页面存档备份，存于）（日語） - JR東日本
9. ↑  各駅の乗車人員（2008年度） （页面存档备份，存于）（日語） - JR東日本
10. ↑  各駅の乗車人員（2009年度） （页面存档备份，存于）（日語） - JR東日本
11. ↑  各駅の乗車人員（2010年度） （页面存档备份，存于）（日語） - JR東日本
12. ↑  各駅の乗車人員（2011年度） （页面存档备份，存于）（日語） - JR東日本
13. ↑  各駅の乗車人員（2012年度） （页面存档备份，存于）（日語） - JR東日本
14. ↑  各駅の乗車人員（2013年度） （页面存档备份，存于）（日語） - JR東日本
15. ↑  各駅の乗車人員（2014年度） （页面存档备份，存于）（日語） - JR東日本
16. ↑  各駅の乗車人員（2015年度） （页面存档备份，存于）（日語） - JR東日本
17. ↑  各駅の乗車人員（2016年度） （页面存档备份，存于）（日語） - JR東日本
18. ↑  各駅の乗車人員（2017年度） （页面存档备份，存于）（日語） - JR東日本
19. ↑  各駅の乗車人員（2018年度） （页面存档备份，存于）（日語） - JR東日本
20. ↑  各駅の乗車人員（2019年度） （页面存档备份，存于）（日語） - JR東日本

千葉縣統計年鑑
1. ↑  千葉縣統計年鑑（平成3年） （页面存档备份，存于）（日語）
2. ↑  千葉縣統計年鑑（平成4年） （页面存档备份，存于）（日語）
3. ↑  千葉縣統計年鑑（平成5年） （页面存档备份，存于）（日語）
4. ↑  千葉縣統計年鑑（平成6年） （页面存档备份，存于）（日語）
5. ↑  千葉縣統計年鑑（平成7年） （页面存档备份，存于）（日語）
6. ↑  千葉縣統計年鑑（平成8年） （页面存档备份，存于）（日語）
7. ↑  千葉縣統計年鑑（平成9年） （页面存档备份，存于）（日語）
8. ↑  千葉縣統計年鑑（平成10年） （页面存档备份，存于）（日語）
9. ↑  千葉縣統計年鑑（平成11年） （页面存档备份，存于）（日語）
10. ↑  千葉縣統計年鑑（平成12年） （页面存档备份，存于）（日語）
11. ↑  千葉縣統計年鑑（平成13年） （页面存档备份，存于）（日語）
12. ↑  千葉縣統計年鑑（平成14年） （页面存档备份，存于）（日語）
13. ↑  千葉縣統計年鑑（平成15年） （页面存档备份，存于）（日語）
14. ↑  千葉縣統計年鑑（平成16年） （页面存档备份，存于）（日語）
15. ↑  千葉縣統計年鑑（平成17年） （页面存档备份，存于）（日語）
16. ↑  千葉縣統計年鑑（平成18年） （页面存档备份，存于）（日語）
17. ↑  千葉縣統計年鑑（平成19年） （页面存档备份，存于）（日語）
18. ↑  千葉縣統計年鑑（平成20年） （页面存档备份，存于）（日語）
19. ↑  千葉縣統計年鑑（平成21年） （页面存档备份，存于）（日語）
20. ↑  千葉縣統計年鑑（平成22年） （页面存档备份，存于）（日語）
21. ↑  千葉縣統計年鑑（平成23年） （页面存档备份，存于）（日語）
22. ↑  千葉縣統計年鑑（平成24年） （页面存档备份，存于）（日語）
23. ↑  千葉縣統計年鑑（平成25年） （页面存档备份，存于）（日語）
24. ↑  千葉縣統計年鑑（平成26年） （页面存档备份，存于）（日語）
25. ↑  千葉縣統計年鑑（平成27年） （页面存档备份，存于）（日語）
26. ↑  千葉縣統計年鑑（平成28年） （页面存档备份，存于）（日語）
27. ↑  千葉縣統計年鑑（平成29年） （页面存档备份，存于）（日語）
28. ↑  千葉縣統計年鑑（平成30年） （页面存档备份，存于）（日語）
29. ↑  千葉縣統計年鑑（令和元年） （页面存档备份，存于）（日語）

## 外部連結
- 車站資訊（小見川）：東日本旅客鐵道（日語）